# ナイトクローラー
ナイトクローラー（Nightcrawler、本名：カート・ワグナー（Kurt Wagner））は、マーベル・コミック社が刊行するコミックブックに登場する架空のスーパーヒーローであり、X-メンの一員である。ライターのレン・ウェインとアーティストのデイブ・クックラムによって創られ、『Giant-Size X-Men』#1（1975年5月）に初登場した。デイブ・クックラムはナイトクローラーをDCコミックスのレギオン オブ スーパーヒーローズシリーズで登場させるつもりでデザインした。クックラムはマーベルに移籍する直前までそのシリーズを受け持っており、ナイトクローラーのコスチュームデザイン（及び全体的に普通でないいでたち）はレギオンのデザインスキームにフィットさせた物だった。
ドイツ人ミュータントのナイトクローラーは超人的な俊敏さとテレポート能力を持つ。彼の青い肌、黄色い目、物を掴む事が出来る尾は肉体的なミューテーションによるモノである。このデモニックな外見に反して彼は英雄的で向こう見ずな性質を持ち、敬虔なキリスト教徒である。
チームに入ってからはナイトクローラーはX-メン関連のコミックやビデオゲームに登場し続けている。彼は1990年代のX-メンアニメシリーズの幾つかのエピソードで登場しており、その続編の『X-メン:エボリューション』ではレギュラーになっている。アラン・カミングが2003年の映画X-MEN2に彼を演じており、また2016年の実写映画『X-MEN:アポカリプス』ではコディ・スミット＝マクフィーが演じている。
ナイトクローラーのオリジンはドイツのバイエルン州にあるウィンゼルドーフという小さな村で（アニメシリーズではNeuherzl、映画ではミュンヘンのサーカスにいた事が言及されているが具体的に何処であるかは不明）ある。

## 出版物の歴史
長きに渡ってX-メンキャラクターであったが、ナイトクローラーは彼自身の（彼のクリエイターのデイブ・クックラム作・画の）本は1985年の11月までなかった。ナイトクローラーはヴァニッシャーと共に偶然にも幾つかの別次元を旅し、Bamfs（この生物は元々X-メンの仲間・キティ・プライドがX-Men#153でイリアナに語った御伽話に登場している。）などの奇妙な生物たちと遭遇した。幾つかの冒険の後、ナイトクローラーとヴァニッシャーはどうにか無事にもとの世界に戻る事が出来た。
2度目の4号完結のシリーズは2001年の11月に刊行された。クリス・キピニアック作、マシュー・スミス画のこの作品ではナイトクローラーが僧侶になる決意をし、奴隷商人集団と戦おうと試みる。
2004年9月、マーベルから初めてのナイトクローラーの継続するタイトルブックが出版された。シリーズではロベルト・アギレ・サカサがカバーを担当しダリク・ロバートソンが絵を担当し、「The Devil Inside」、「Ghosts On The Rails」、「The Winding Way」を中心とし、最後となる12号では「Happy Birthday, KUrt!」というタイトルが付けられた。「The Winding Way」の最後にはナイトクローラーはマジックのソウルソードを所持する事になり、彼の身体の内側に蓄えられた。ソウルソードは解呪や魔法の効果のブロック、魔法を普通の人間やミュータントに無傷で受け流し使用者に深刻なダメージを与える等、幾つかの魔術的なプロパティを持っている。
シリーズはカートが超自然的な出来事の奇妙な物語を経験する様子を描いている。他のX-メンの派生作品と共に徐々に売り上げは落ちていき、本は2005年の2月にマーベル側から何ら説明がされないまま次の6号が脱落した。6月にはパブリシティやサポートの欠落に説明のないまま復活した。「The WInding Way」のストーリーを過去のストーリーと絡ませて、ナイトクローラーの過去に切り込み、他のX-メンフランチャイズのキャラクターをも関連させるなどしたクリエイティブチームの尽力に関わらず、シリーズは12号で打ち切る事になった。

## バイオクラフィ

### オリジン
カート・ワグナーはかなり普通でない肉体的な特徴を持って誕生したが、テレポートの能力は思春期になるまで発現しなかった。女魔術師でジプシーの女王マルガリ・スザダロスは、バイエルンのアルプスの道ばたの小さなシェルターで、誕生して一時間後のワグナーを見つけた。彼女は彼の父がエリック・ワグナー（彼が父親だと思われていた。）が道の外側で心臓発作を起こして死んでいるのが分かった。彼の本当の父親はエマ・フロストによって別の次元に跳ばされており、従って彼は一度も見られていない。マルガリはワグナーの母親は赤子の隣に横たわっており死んでいたと言っていたが、この主張は疑問を呈されている。これは主に彼の母親がミスティークことレイヴン・ダークホルムであり、彼女はナイトクローラーの存在を暴徒の集団が見つけ出した後に彼を川に流している。カート・ワグナーさえも真相は分からない。マルガリは赤子をバイエルンの小さなサーカスに連れて行き、彼女はそこで魔術師としての活動をカモフラージュするためにフォーチューンテラーとして働いた。ワグナーは決して法的に誰かの養子になったわけではなかったが、サーカスの全員から『freaks』に対して偏見を持たれずに育てられた。マルガリはワクナーの非公式なフォスターマザーの役割を果たした。
ワグナーはサーカスで幸せに育ち、マルガリの実子のステファンとJimaineは親友だった。テレポーテーション能力が発現する遥か前に、ワグナーはとてつもない俊敏さを持っており、成人するまでにサーカスの花形アクロバット及びエアリアルアーティストとなっていた。サーカスの客は彼は普通の人間で悪魔じみたコスチュームを着ているのだと思っていた。
数年後、フロリダを拠点に大きなサーカスを経営するテキサスの富豪アーノス・ジャーディンはワグナーが所属するサーカスの事を聞きつけ買収した。ジャーディンはアメリカのサーカスに優秀な団員たちを移籍させるつもりだった。しかし、彼はワグナーにサーカスの見世物小屋にいるように要求した。唖然としたワグナーはサーカスを抜けてステファンがいるドイツのWinzeldorfに向かった。彼はステファンが狂気に捕われ残忍にも幾人かの子供を殺害している事を知った。彼等が若かった頃、ステファンはカートにもしも彼が罪のない命を摘んでしまったら自分を殺すように約束していた。サーカスを去ってから二日目の夜、ワグナーはステファンを見つけ彼と戦い、怒りを鎮めようとした。揉み合ううちに、ワグナーは不意にステファンの首を折ってしまった。
Winzeldorfの村人たちは子供殺しの犯人たる悪霊と看做し、ワグナーを発見した。彼等は彼を殺すつもりだったが、ワグナーをX-メンに引き入れるべくやってきたチャールズ・エグゼビアによって精神的に麻痺させられた。ワグナーはX-メンに入る事に同意したが、アメリカに発つ前に彼とエグゼビアはバイエルンのサーカスにマルガリにステファンの死について説明する為に赴いた。しかし、マルガリはそこにいなかった。彼女はワグナーがステファンを殺したのだと思い込み、数年後に彼女を罰する為にダンテの地獄編を模写を作成した。ドクター・ストレンジの全てを見渡すアガモットの目を用いて彼女は真実を知り、彼女とワグナーは和解した。ワグナーは現在アマンダ・セフトンの名でアメリカ合衆国で暮らしているJimaineとも運良く再会している。ワグナーはX-メンの一員・ナイトクローラーとなった。
ナイトクローラーは長期間X-メンに留まっていた。しかし彼はイギリスに拠点を置くチームエクスカリバーの創立メンバーとなり後のある時点でX-メンに戻るまでチームリーダーになった。
ワグナーは自分の両親の素性について知ると、ミスティークの養子ローグは彼のフォスターシスターである事を知った。彼は異母兄弟のアビスことニルス・スタイガーやキィウィブラックとも会っている。彼等と共に、ナイトクローラーは自分を地球の侵略のポーンとして利用しようとする彼の父アザゼルを打ち破った。

### ニムロッドとミュータントマサカー
その後間もなく、彼は一度かつてのチームに復帰しスーパーセンチネル・ニムロッドを停止させる為の戦略が裏目に出てカートは（初登場を果たしたGiant Sized X-Men #1に相づちを打つ形で）怒りに燃える群衆のなすがままになり、テレポート能力がなくなっていることに気付いた。彼はシャドウキャット、コロッサス、マジックに救われたが、彼は永久にこの能力が失われてしまったのではないかと怖れた。彼の力は戻ってきたが、彼がそれを使った時、彼は消耗され弱まったままで、再びチームに対する自分の価値に疑いを持つようになった。ミュータントマサカーの折り、ヴァーティゴを無力化する為の『マルチポート』スタントを使わせたのはそれらの感情だったのかもしれない。この戦法はリプタイドの攻撃を避ける事を不可能にし、酷く負傷した彼はその後昏睡状態に陥った。

### エクスカリバー
怪我を治療している間に、Xメンの仲間はダラスでのミッションで死亡したようだった。しばらくしてナイトクローラーとシャドウキャットはUK（イギリス）でのキャプテンブリテンの冒険に参加した。彼等はみなよく働き、エクスカリバーという名のグループの結成を決めた。キャプテンブリテンは元々グループ内でリーダーシップをとっていたが、ナイトクローラーが徐々にその責務を負うようになった。エクスカリバーと過ごすうちに、彼はテックネットとして知られる次元をまたぐ商人集団を担当し、彼等を『N-Men』と改名させ、彼はチームメイトのセリスと彼女がシーアの試練に立ち向かう為に出て行くまでロマンチックな関係になる。後に、彼のかつてのガールフレンドのアマンダ・セフトンがチームに加わり、二人はかつての交際を再会させた。彼女はリンボの支配権を得る為にチームを離れ、仕事は彼女を地球から離したままにしたが、二人は親しい友人のままである。

### X-メンへの帰還
X-メンの見かけ上の死後しばらくの間、キティ・プライドとナイトクローラーは連絡を取るのに失敗したX-メンにいくらか憤慨していた。キャプテン・ブリテンとメガンの結婚に伴いエクスカリバーは解散し、ナイトクローラーはシャドウキャットとコロッサスとともにX-メンに帰還した。しかし帰るやいなや、プロフェッサーXに扮したセレブロ率いる偽X-メンの一団と対峙する事になる。

### 僧職
より多くの時間を僧職に費やしたいと思い、ナイトクローラーはアークエンジェルとチームリーダーの役割を共同でやる事にした。しかし、彼の僧侶としての仕事は錯覚であり、実際には全く僧職についていなかった事が明らかになっている。この事及びカートの血統に関する論争の余地のある真相は、ライターのチャック・オースティンによって明かされている。

### チームリーダー
ナイトクローラーはウルヴァリン、ビショップ、サイロック、キャノンボール、レイチェル・サマーズと共にアンキャニィX-メンチームの新リーダーとなった。フォーセイクンを倒す最後のミッションではナイトクローラーはマーベル・ガールとサイロック、ビショップ、キャノンボールを率いてセントラルパークへ赴いた。その後、彼はアフリカをストームの叔父の支配から解放する為にストームに助力した。

### シーア帝国の興亡
その後、プロフェッサーXは彼を、ダーウィン、ハボック、マーベルガール、ウォーパス、ポラリスと共に、ヴァルカンがシーア帝国を滅ぼすのをやめさせる為に宇宙へ旅立つミッションへと参加させた。ヴァルカンとの激しい戦いの中、ナイトクローラーは傷ついたプロフェッサーXとダーウィンが宇宙船に戻る手助けをした。そうするうちにプロフェッサーXを救おうとしたリアンドラは、チームの半分を取り残したまま地球へ船を送り出してしまった。

### 地球への帰還
カートはプロフェッサーXのチームに残っている。彼は現在、政府に先駆けてマグニートーを見つけようとするチャールズを手伝っており、他のチームメンバーたちはモーロックスを探している。

## 家族構成
結局の所、ナイトクローラーの遺伝的な母親は、かつては知られていなかったが、ミュータントテロリストのミスティークであり、初めて両者が一緒に登場した時から程度を変えながら度々仄めかされていた。
ミスティークは裕福なドイツ人Herr Wagnerと結婚していた事が明らかになっているが、ナイトクローラーの父は聖書の時代に天使のようなミュータントの一族によって別次元に追いやられた、悪魔じみた外見のミュータント一族の一員、アザゼルである。そのストーリーラインはX-メン仲間のアークエンジェルのヒーリングブラッドがナイトクローラーを癒さずむしろ激しい痛みを引き起こすという事実によって裏付けられている。
ベテランコミックブックライターのクリス・クレアモントは元々ミスティークとデスティニーをナイトクローラーの実の両親にするつもりだった。ミスティークはシェイプシフターであり、男の姿になってデスティニーを孕ませたというのだ。しかしマーベルはそのアイディアは認められないだろうと感じ、異なるオリジンが発展した。
ナイトクローラーの兄弟にはフォスターシスターのローグ、ミスティーク側の異父兄弟としてグレイドン・クリード、アザゼル側の異母兄弟としてアビスとキィウィブラックがいる。
パラレル世界ではその世界のナイトクローラーはスカーレットウィッチとの間にノクターンという名の娘をもうけており、ナイトクローラー自身と同じような特徴を持ち、異次元に取り残されたミュータントである。彼女は彼を父親と看做している。

## 特徴
ナイトクローラーは青黒い毛皮に覆われ、それぞれの手に2本の指と親指、それぞれの足に2本の指と踵に指のような突起、長い犬歯、黄色い目、尖った耳、物を掴むのに適した尖った尾を生得的に持ったミュータントである。
キャラクターとしての特徴に対して皮肉な事に、ワグナーはかなり信心深い人間である。敬虔なカトリックで彼の悪霊じみた外見は明らかにミサに行くのを非常に困難にしている。それにも関わらず、マーベルユニバースでミュータントたちがより受け入れられるようになり、彼はもう少しでどうにかしてカトリックの司祭になれる所だったが、不幸にも彼の研鑽は『The Neo』として知られるヴィラングループによって邪魔をされた。
対照的にナイトクローラーは率直で人を興奮させる特技を持っている。彼は自分自身を向こう見ずな人間と看做しており、いつも自分とエロール・フリンと比較している。彼は見た目に反して女性の扱い方を心得ていて常にチャーミングで丁重である。いくつかのストーリーラインではカートの信心深い性質と衝突する恋愛面での生活を含んでいる。彼のサーカスでの日々は彼を才能有るパフォーマーおよびショウマンに仕立てた。カートはジョークスターでもある。彼はかなりのユーモアのセンス for someone in his situationを持つ。彼はいつも人に悪ふざけをしており、彼のテレポート能力と遊び好きの気質の組み合わせが彼にかなりのジョークを行う事を可能にしているため彼を『トリックスター』と呼ぶ者さえもいる。
ワグナーはイメージインデューサーという個人用のホログラフ装置を幾つかの局面で使用し普通の人間(時にはエロール・フリン自身)のように見せるホログラフィックイメージを作り出しており、普通の方法で非ミュータントの者たちと付き合っていた。ウルヴァリンとの賭けに負けてから、ナイトクローラーは街を普通の状態で歩くようになった。彼にとってショックだったのはストリートの普通の人間の反応は単にstartled interestの1つだった事である。彼は女性を驚かすために（怖がらす為ではなく）こっそりキスをする事も出来る。カートは車両一台分の反ミュータントを掲げる頑固者たちに教われた事があるが、彼は無知な者へ慈悲深くある事を好み、ウルヴァリンが彼等をズタズタにしようとするのを妨げた。その経験は彼を勇気づけ、この装置の使用をやめ、本当に必要な時しか使わないようになった。
ナイトクローラーが最初にキャラクターとして提出されたのはDCのレギオン・オブ・スーパーヒーローズへだったが、DC社はエイリアンっぽすぎると考え却下した。レン・ウェインが後にX-メンキャラクターとしてマーベルに売り込み、『ある種の悲劇のモンスター』として描いたのだと語り、これは初登場した『Giant Sized X-Men』#1で確かに見て取れる。そこには群衆から逃走しながら屋根の上から彼を焼き落とそうとする者たちに反応する姿が見て取れる。今日のおそれを知らぬヒーローに進化させたのはクリス・クレアモントの描写によるものである。クレアモントは、ナイトクローラーは『it was incredibly cool to be blue and furry.』と考えているというアイディアをとったのだと言う。彼はナイトクローラーの悪霊じみた外見と真っ向から対立する熱心なキリスト信仰の側面も作り出している。

## 能力とパワー
カート・ワグナーは幾つかの超人的な長所を持ったミュータントである。彼の最も優れた能力は自分自身に加えていくらかの体積をある場所から別の場所へテレポートさせるものである。彼はこれを短期間別の次元に入り込む事で行い、望んだ場所で出現する。彼は最大で2キロメートルもの距離をテレポート出来るようだが、その距離をテレポートしようとするとかなり疲弊することがある。しかしある事例では彼は50マイル以上をテレポートしている。(Uncanny X-Men #467, but revealed in #468)彼は限定的な「空間知覚」能力を持っており、周囲の固体にテレポートしてしまうのを防いでいるが、この能力はテレポートする距離が長くなる程弱くなる。他の固体中へのテレポートは酷い負傷あるいは死をもたらすため、彼は自分が知っているか、はっきりと見る事が出来る範囲にしかテレポートしない。彼の能力は自動的に出現する場所の液体や気体を排除する。
テレポーテーションのプロセスは彼と彼の乗客にかなりの忍耐力を強いる。莫大なトレーニングは彼のテレポートへの耐性を引き上げたが、殆どの乗客はこの耐性を持っていない。従って、彼の戦術の1つは敵をつかんで一緒に何度も素早いテレポーテーションをする事である。相手はたいてい弱体化され、負担によって気絶しさえもする。エイジ・オブ・アポカリプスでのより情け容赦ない彼はこれと同じトリックを若干の錐揉みを加えて行い、一般的に敵の一部分だけをテレポートさせる。彼はデッドマンウェイドの頭をこの方法で取り除き彼を抹殺した。616の彼も同じくこの方法を使えるようだが、暴力や殺人を好まないためこの残忍な方法をとる事は滅多にない。
ナイトクローラーがテレポートすると煙とわずかな硫黄の臭いを残す。これはテレポート時に通り抜ける次元の大気の一部である。彼のテレポーテーション能力は生物物理的/生化学的な反応によるもので、意識的な引き金によって発動される。大きな「bamf」というノイズがテレポートする度に現れる。（その音は彼がいた空間に空気が流れ込む際に発せられる。）
ナイトクローラーはオリンピックの体操選手をしのぐ肉体的な能力を持っている。ナイトクローラーの骨の構造はかなりのしなやかさをもたらしている。彼は長時間身を屈めた状態でいる事が出来、背骨に何のダメージを与える事なく軟体曲芸師の妙技を繰り出す事が出来る。彼は高められた反射能力も持っている。しかし、これら全てを鑑みても、耐久力、スタミナ、肉体的な強さが高度によい健康状態のアスリートのそれよりかなり優れている一方で、それらは超人的な域には達していない。彼は手足をスパイダーマンと同じような所作とレベルを使って表面をよじ上る能力を持っている。彼は両手足と尾で道具や扱い、剣を振るう事が出来る。
彼は限定的だが影と混じり合う能力を備えている。彼の藍色の毛皮とテレポート時に通り抜ける次元との接続の両面よる結果、つまりこれは何故彼が（Excalibur65号で描かれているような）直接的な日向の中でさえもいつも影から現れる理由を説明するものである。最初期には彼は実際に（クリムゾン・ドーンに暴露された後のサイロックがやるようになったのと殆ど同じ方法で）影を通して移動できるとされており、これは『Bizarre Adventures』で示されていたが、以後一度も触れられていない。そのストーリーではヴァニッシャーが自分のコスチュームを形成するダークフォースの一部を切り取って見えなくなったカートに投げつけた。彼は地面に落ちたダークフォースからそのとき再び姿を見せ、「影のプール」のようで、「fell right through it.」と言った。彼の能力は二人が別の世界に跳ばされたと分かった時（「Nightcrawler」limited series）等、ほかの機会でヴァニシャー能力と相互作用している。
ナイトクローラーは把握力のある尾を備えており、容易にモノを掴む事が出来る。彼の尾は自重を支えるだけでなく、成人男性を完全に地面から浮き上がらせるほど強力で、剣や鈍器と戦えるほどに器用である。
ミューテーションとは別にナイトクローラーは卓越した剣士であり近接戦闘の達人でもある。彼は資格の有るX-メンが周囲にいない時はチームのパイロットや衛生兵の役割を果たしていた。彼とウルヴァリンは長い間X-メンのジェット機ブラックバードのメカニックでもあった。

## 他のバージョン

### エイジ・オブ・アポカリプス
エイジ・オブ・アポカリプスのミニシリーズではナイトクローラーは616と同じだが、かなり暗くより暴力的で常に二振りのサーベルを持ち歩いており、剣士としてのスキルを示している。もう1つの重要な相違はこのナイトクローラーは教会を憎んでおり、若い頃の経験からトラウマを抱いている。ナイトクローラーは彼の母・ミスティークの近くにおり、彼女momと呼んでいる。ナイトクローラーはマグニートーによってデステニィをアメリカ合衆国に連れて帰り、ビショップの主張を確認する為に人間とミュータントが平和裏に共存する南極の理想郷アヴァロンに送り込まれた。そこで、アポカリプスのペイルライダーズに攻撃を受けてしまう。ナイトクローラーとミスティークはアヴァロンをペイルライダーズから護る事を誓い、仲間のミュータントであるスウィッチバックとかつてのペイルライダー・ダマスクを仲間に加え、シャドウキングと対決した。
AOAのナイトクローラーはテレポートする時にいつも炎を吐き出しているように見える。おそらくこれは単に彼のテレポート能力による視覚的な幻覚であり、それによってカートの周りの何かに不利な効果をもたらすわけではないようだ。
外見や能力は本シリーズとそれほど変わらないが、本シリーズのような洒落者というイメージではなくシビアで冷酷な性格に描かれている。しかし、方法は違えど常に正義の側に立って活動しているところは変わらない。また、母親であるミスティークとも交流があり、父親がセイバートゥースであることもはっきりと描かれている。

### デイズ・オブ・フューチャー・パスト
ナイトクローラーは別の時間軸アース811では死亡している。しかし彼にはブルーと言う娘がいる。彼女はテレポート等の能力と似たような外見を受け継いでいる。

### Exiles
ノクターンはかつて別次元を旅するエグザイルズのメンバーであり、現在はニューエクスカリバーのメンバーである。エグザイルズの全てのメンバーと同じく、彼女は別次元の出身で、彼女の次元ではスカーレットウィッチはナイトクローラーと結婚している。ノクターンはその世界のスカーレットウィッチとナイトクローラーの娘である。
この世界ではチャールズ・エグゼビアはシャドウキングに操られたウルヴァリンによって数年前に襲撃されている。シャドウキングはウルヴァリンの精神から追い出されたが、エグゼビアは攻撃により致命傷を負い、ローガンは能力を失ったままにされた。しばらくしてジーン・グレイが死にサイクロップスはウルヴァリンに両者の死の責任を求め、ウルヴァリンとナイトクローラーをエックスメンとエグゼビアの学園のリーダーに据えてチームを置き去りにした。
ナイトクローラーの物腰はアース616のナイトクローラーのそれに非常に似ており、ノクターンが616のナイトクローラーに初めてあった時、彼女は彼を間違って『お父さん』と呼んでいる。出会ってからノクターンと616のナイトクローラーは親子のような硬い絆を発展させている。

### マーベルゾンビーズ
ナイトクローラーは『Marvel Zombies vs Army of Darkness』1号の表紙にゾンビーとして登場している。彼女はゾンビーファンタスティックフォーに齧られている。

### アルティメットナイトクローラー
アルティメットのナイトクローラー（カート・ワグナー）はかなり攻撃的でこのシリーズで初登場した時には14歳の若いミュータントだった。彼の初登場ではウェポンXのエージェントたちのチームと共にX-メンと戦う事を強いられた。
彼はウェポンXに捕われて暗殺者及びBlack Opsのエージェントとして働かされていた。彼のウェポンXのオリジンはアルティメットのウルヴァリンやローグと他のチームメイトたちより近い繋がりを持たせている。元々はドイツ語しか話していなかったが、ジーン・グレイの精神的な能力に助けを借りて英語を話せるようになった。ナイトクローラーはウェポンXから抜け出した後故郷へ帰ったが、間もなくマグニートーと戦う為にX-メンへ入った。
ナイトクローラーは最初はフレンドリーでユーモラス男で冒険に興味を持っており、X-メンの仲間の多くの友情を勝得たように見えた。カートのより特筆すべき友人はエンジェルでデンジャールームを悪用してパイレーツ・オブ・カリビアンのようなロールプレイセッションをやった。彼はその映画のファンであり、キーラ・ナイトレイにぞっこんであるように見えた。
アルティメットのカートは彼の友人のコロッサスがゲイである事を知った時かなり失望し、彼に対して偏見を抱くようになったようだ。カートはダズラーにロマンチックな感情を持っており、デスストライクによって受けた怪我によって昏睡状態に陥ってからは度々彼女のベッドサイドに現れた。
ダズラーが目覚めてすぐに、カートはダズラーへの不合理な妄想に駆り立てられ、彼女を隔離された洞穴にテレポートさせ、彼女にX-メンは攻撃を受けており、自分は彼女を「護って」いるのだと告げた。X-メンはダズラーを救出し、彼が為した事を理解し対峙し、X-メンと精神的な障害を持つチームメイトは戦闘に突入した。カートは倒され、その後チャールズ・エグゼビアによって、彼のダメージを受けた精神を扱えるかもしれないという希望の元に植物状態にされた。ベッドサイドで彼の記憶を戦闘中に吸収したローグは彼に彼女は今、彼は外見と同じぐらい内面も怪物じみていると考えている事をつげた。これは彼のウェポンXの暗殺者としての行動を言及しているのか、彼の記憶を覗き見ていた間に経験した別の点であるのかは不明である。
80号では彼は警察からパイロを救い出した。パイロはモーロックスの存在を明かした。ナイトクローラーはエグゼビアのスパイと誤解されてモーロックスに捕えられた。間もなく、X-メンが死者として送り込まれたトードを捜索しに到着し、必然的に戦闘が起こった。その戦闘の中で、ナイトクローラーはかつてのチームメイト達を助け、モーロックスのリーダーのサンダーを鎮圧する事が出来た。彼は彼等が彼のように肉体的にミューテートしているためモーロックスと同行する事に決めた。彼等は彼を新たなリーダーに選んだ。
アルティメットナイトクローラーの能力は616の彼と殆ど同じである。カートの悪霊じみたフィジオロジィは彼に暗い藍色の毛皮、モノを掴める尾、超人的な反射神経と俊敏さ、いかなる表面も登る事が出来る分子同士の原子間結合の制御を与えている。彼は口から黄色い煙を吐き出す事がある。最も特筆すべき点は、ナイトクローラーは黄色い煙と炎の噴出を残して短距離のテレポートを行える事である。

### Universe X (Belasco)
未来世界の1つユニバースXのジム・クルーガーとアレックス・ロスによるマキシシリーズではナイトクローラーは記憶喪失になり、やがて追放させられ、X-メンの長きに渡る敵・ベラスコになった事が明らかになっている。甦ったキャプテン・マーベルによって彼のオリジンが明らかになった後、ナイトクローラー=ベラスコは遂に再び仲間の元へ戻った。

### What If?
ナイトクローラーは一号まるごと潜在的な別の世界（要するに「もし〜の時に…だったら」）を取り上げる『What If』シリーズで数年のうちにかなり多くの作品で登場している。『What if the X-Men had stayed in Asgard? (vol. 2 #12)』ではナイトクローラーは空威張りするためにアスガルドに留まり、最終的にウォリアーズ・スリーに加わっている。
『What if the all-new, all-different X-Men had never existed? (vol. 2 #23)』では、エグゼビア教授によってリクルートされておらず敵意を持ったナイトクローラーはエリック・ザ・レッドによって犯罪者として生きるように誘いを受ける。

### X-Men: The End
X-メン:The Endでは彼は別の地球からやってきた同じような色をした戦士と結婚し、幾人かの子供をもうけ、中にはT.J.ワグナー（ノクターンの名前である）もいるが、この時間軸ではT.J.ワグナーは男の子である。ノクターンはこの世界のキャラクターである。

### Bamf
アンキャニィX-メン#153ではカートの友人キティ・プライドはイリアナに御伽話をしている。その中で彼女は彼をBamfと呼ばれるかわいい生き物として起用している。彼は身長が2フィートしかなく、彼の肌や尾はカートのそれと同じように見える。He is fun loving. 当初はフェアリーテイルの中だけの存在だったが、カート自身はNightcrawler (First series) #3-4でキティの物語に登場するBamfや他のキャラクターと遭遇している。それらはもはや別次元の「本当の」人々とは関係ない。Bamfたちは彼の事をダディと断言している。

## 他のメディア

### テレビ
- 1980年代のカートゥーンテレビシリーズ『スパイダーマン&アメイジング・フレンズ』ではナイトクローラーは短いながらもX-メンの一員として登場した。彼は『The Education of a Superhero』と『The X-Men Adventure』というエピソードに登場している。
- ナイトクローラーは1989年のカートゥーン『Pryde of the X-Men』（シリーズとして創られておらずパイロット版にあたるエピソード）に登場している。これは最終的にVHSとしてリリースされている。
- 1992年のX-メンアニメシリーズではナイトクローラーは『Nightcrawler』と『Bloodlines』というエピソードにゲストとして登場しているがX-メンには加わってはいない。彼は最初のエピソードではスイスの修道院で僧侶として登場しており、彼を悪霊と信じる先輩の一人と村人たちに迫害されていた。ガンビット、ローグ、ウルヴァリンは彼の試練を手助けした。二つめのエピソードでは彼のフォスターシスターのローグによってミスティークの息子として生まれたオリジンが明らかになった。最後には、議論の末、ミスティークはヴィクター・クリードから二人を守るために死んだように見えた。
- アニメ「X-メン:エボリューション」ではナイトクローラーはエグゼビアの学園の生徒であり信心深くは見えず、より自分の外見に自信が持てないが殆どの点で性格と態度が同じである。番組ではコミックと同様にミスティークは彼の生みの親であり、ローグはフォスターシスターである事を明かしている。ミスティークが石に変えられた時、彼は母親とローグを支援しようとした。彼は学校へ通う時に、見た目を普通の人間に見せるホログラフィックインデューサを使用している。インデューサは彼の毛皮と尾を隠し、ナイトクローラー当人にかなり似通ったイメージを作り出す。彼のありのままの姿ではナイトクローラーはつま先だけで歩き、長い足をフォーンのような形態を強い、'デモニック'な外見の一因となっている。彼は過去に彼との接点がなく、ミュータントである事を気にしないアフリカ系アメリカ人の人間の少女アマンダ・セフトンとつきあっている。ミスティークはX-メン:エボリューションで彼の母親である事を明かしているが、『Shadowed Past』というエピソードでは、彼の父親である可能性があるマグニートーが遺伝子操作で生み出した事を強く仄めかしている。彼の声はブラッド・スワイルが担当した。
- ナイトクローラーはアニメシリーズ『Wolverine and the X-Men』に登場する事が確定している。彼の声はリーアム・オブライエンが担当する。

### 映画
- X-MEN2ではナイトクローラーはアラン・カミングが演じた。このバージョンはコミックブックの着想と多くの部分で同じ来歴（サーカス、カトリック、ドイツ出身）を持つ。しかしミスティークと一緒にいるシーンでは彼女が彼の母親なのか、あるいは続編で明かされるのかは曖昧なままである。

伝統的なバージョンと違って、映画のナイトクローラーは青い毛皮ではなく青い肌を持っている。彼の肌は天使のようなシンボルによって飾られておりキャラクターの信仰心とカトリックの誠実な修練の崇高さを反映している。この芸術的な肉体的な変更は『One for every sin』として自ら焼きごてを当てたり傷を付けたりしたものである。
映画ではナイトクローラーはウィリアム・ストライカーのミュータントの息子によって合衆国大統領の暗殺を試みる為に洗脳された。映画のオープニングシーンはほとんどナイトクローラーの能力の披露の場であり、彼はシークレットサービスとの対決し彼等を印象的なやり口で倒した。ストームとジーン・グレイは彼を見つけ出しマンションに連れてくるために送り出された。ワグナーは彼等と同行しストームと友情を築いた。アルカリ湖の施設で彼はストームが子供たちを救い出しストライカーのセレブロを止めるのを手助けし、最後にはチームに加わり、ストライカーのセレブロを破壊してチャールズを救い出した。
彼はX-MEN:ファイナル ディシジョンでは登場していないが、ブラザーフッドがアルカトラズ島を襲撃し始めるシーンでX-MEN2のナイトクローラーの瞬間移動の際に出る黒い煙を出して瞬間移動するミュータントが一瞬だけ登場しているが、その人物がナイトクローラー本人であるかは不明。映画の公式ビデオゲームによればキャラクターはX-メンの暴力的な生活様式を好まなかった為である。更に、撮影クルーは準備に費やす長い時間（カミングはキャラクターに必要な重いメイキャップを楽しんでいなかった。）の割りにナイトクローラーの外見は最小限に留められた為、割に合わないと考えていた。
- X-MEN:アポカリプスで、彼はコディ・スミット＝マクフィーによって演じられている。

### ビデオゲーム
- コナミのベルトスクロールアクション『X-メン』ではプレイヤーキャラの一人。
- ナイトクローラーはNES用ソフト『X-メン』や、『X-Men: Madness in Murderworld』、『X-Men the Arcade Game』、『X-Men』、『X-Men 2: Clone Wars』、『X-Men: Mutant Academy 2』、『X-Men: Next Dimension』など多くのビデオゲームに登場している。
- ナイトクローラーは『X-Men Legends』とその続編『X-Men Legends II: Rise of Apocalypse』にプレイヤブルキャラクターとして登場している。両作品で彼の声はディー・ブラッドレイ・ベイカーが担当した。
- 彼は映画の第2作と第3作のギャップを埋める『X-Men: The Official Game』で3人のプレイヤブルキャラクターである。映画第2作で彼を演じたアラン・カミングが声を担当した。
- ディー・ブラッドレイ・バーカーは『Marvel: Ultimate Alliance』で再び彼の役をすることになった。ゲームでは彼はドクター・ドゥームのマスターズオブイービルにジーン・グレイと共に誘拐される。カットされたシーンでは彼はドゥームの城から脱出しようとするがドアで電撃を受けるだけだった。彼はミュータントアンプリファイアの使用によってメフィストの領域に強制的にテレポートさせられる。そこで彼はドクタードゥームとメフィストの目をかいくぐるがミュータントアンプリファイアの効果で弱体化し最終的にナイトクローラーの周りに張ってあるプロフェッサーXのサイキックシールドを追跡したブラックハートによって（プロフェッサーXがナイトクローラーを護るのを助ける為に送り込まれたジーン・グレイと共に）収監させられる。ブラックハートを倒すとプレイヤーはどちらを助けるか選択を迫られ、もう一人をインフィニティ・ヴォルテックスに陥らせる事になる。プレイヤーがジーンを助けると、ミスティークは夜中にXマンションに潜入し、憂さ晴らしにプロフェッサーXを植物状態にし、X-メンは永久に解散してしまう。ナイトクローラーを選ぶと、ジーンはダークフェニックスとして帰還し、自らをしに至らしめた者たちへ復讐しようとしてくる。ナイトクローラーは（エイジオブアポカリプスとアルティメットマーベルのコスチュームと共に）現在Xbox 360版でダウンロード可能なキャラクターである。

### アクションフィギュア
ナイトクローラーのアクションフィギュアはかなり多く制作されている。殆どはトイビズ社による物で、最も特筆すべき物はマーベルレジェンズシリーズの物である。

## 音楽
ナイトクローラーはウィーザーの歌『In the Garage』で同僚のキティ・プライドと共に言及されている。

## "Nightcrawler" in other languages
下記はNightcrawlerを翻訳した際の名前の一覧である。
- オランダ語:『Harlekein』（ハーレクイン）
- デンマーク語:『Sorte Springer』（黒のナイト、チェスの駒のナイトを参照の事）
- フランス語:『Diable』（ディアブロあるいはデビルから）
- フィンランド語:『Painajainen』（悪夢）
- 古いギリシア語訳では彼は『ナイトウォーカー』と呼ばれていた。
- ハンガリー語:『Árnyék』（影、彼の影と同化する能力から）
- ポリネシア語:『Nocny Łowca』（ナイトハンター）
- ポルトガル語:『Noturno』（Nocturnal、夜の/夜行性の）
- ロシア語:『Ночной змей』（夜のサーペント）
- スペイン語:『Rondador Nocturno』（ナイトプロウラー）
- スペイン語 (メキシコ):『Nocturno』『Nocturnal』
- スペイン語 (ラテンアメリカ): Merodeador (クロウラー)